# Gradient echo
La sequenza gradient echo è una sequenza di eccitazione per l'imaging a risonanza magnetica alla base di molte importanti sequenze derivate quali l'echo-planar imaging o le sequenze in stato stazionario SSFP. Essa permette di ottenere tempi di ripetizione TR molto brevi, e quindi acquisire immagini in poco tempo.

## Descrizione

schema dei segnali RF e del gradiente di lettura di una sequenza gradient echo

La sequenza gradient echo è caratterizzata da una singola eccitazione seguita da un gradiente applicato lungo l'asse di lettura detto gradiente di difasamento (dephasing gradient). Tale gradiente modifica la fase degli spin in modo spazialmente dipendente, cosicché alla fine del gradiente il segnale sarà completamente annullato in quanto la coerenza tra gli spin sarà completamente distrutta.
A questo punto si applica il gradiente di lettura di polarità contraria, in modo da compensare l'effetto del gradiente di difasamento. Quando l'area del gradiente di lettura sarà pari a quella del gradiente di difasamento, gli spin si troveranno ad avere una fase di nuovo coerente (a meno degli effetti del rilassamento T2*), e quindi un segnale sarà di nuovo rilevabile. Tale segnale prende il nome di eco o più specificamente di segnale di gradient echo, perché è prodotto tramite rifasamento dovuto a un gradiente (a differenza del segnale di spin echo il cui rifasamento è dovuto a un impulso a radiofrequenza).

## Velocità
Le sequenze del tipo gradient echo permettono di raggiungere tempi di ripetizione molto brevi, in quanto l'acquisizione di un'eco corrisponde all'acquisizione di una linea del k-spazio, e tale acquisizione può essere resa rapida aumentando l'ampiezza dei gradienti di rifasamento e di lettura. Una sequenza del tipo spin echo deve invece aspettare l'esaurimento del segnale che si forma spontaneamente dopo l'applicazione dell'impulso di eccitazione prima di poter produrre un'eco (Free induction decay).
A scopo di paragone, il tempo di ripetizione di una sequenza di tipo gradient echo T1-pesata è dell'ordine di 50 millisecondi, contro i circa 500 di una sequenza di spin echo.

## Spoiling e sequenze derivate
Alla fine della lettura, la magnetizzazione trasversale residua può essere distrutta (tramite l'applicazione di opportuni gradienti e l'eccitazione tramite impulsi a radiofrequenza a fase variabile) oppure mantenuta.
Nel primo caso si ha una sequenza di tipo spoiled (letteralmente: rovinata), come ad esempio la sequenza FLASH (Fast Low-Angle Shot), mentre nel secondo caso si hanno sequenze del tipo SSFP (Steady-State Free Precession).